# María Nela Prada
María Nela Prada, née le 24 janvier 1981 à Santa Cruz de la Sierra (Bolivie) est une diplomate et femme politique bolivienne. Elle est ministre de la Présidence depuis le 9 novembre 2020.
Elle est membre du Mouvement vers le socialisme. Auparavant, elle était directrice de cabinet de Luis Arce, lorsque celui-ci était ministre de l'Économie entre 2006 à 2017 et en 2019.

## Biographie
María Nela Prada nait le 24 janvier 1981 de Ramón Prada et Betty Tejada (en). Son père, Ramón fut préfet du département de Santa Cruz de 1999 à 2001, nommé par le président Hugo Banzer Suárez.
Sa mère, Betty Tejada (en) a été élue députée en 2002 avec le parti de centre-droit NFR, avant de rejoindre le MAS en 2005, elle termine son mandat d'élue en 2006. En 2010, elle est réélue député pour le MAS et devient présidente de la Chambre des députés entre 2013 et 2014.
Historiquement, sa famille est liée quant à l'appartenance politique au centre-droit et la droite, notamment par le parti de son père (ADN) et de sa mère (NFR). Mais en 2005, María Nela Prada et Betty Tejada décident de rejoindre le MAS à la suite des mouvements sociaux ayant lieu à l'époque.
Quant à ce passé à droite de son père, María Nela évoque qu'elle et son père « n'ont pas partagé le même chemin politique […] il m'a appris à respecter ces différences ».
María Nela Prada est diplômée en relations internationales, elle est également titulaire d'une maîtrise en planification et économie de l'État. De plus, elle parle couramment trois langues.

## Parcours politique

### Directrice de cabinet
En raison de ses études et son diplôme, María Nela Prada devient directrice du cabinet pendant dix ans auprès de Luis Arce, ministre de l'Économie d'Evo Morales, entre 2006 et 2017, et en 2019.
En 2011, elle devient directrice de l'Administration bolivienne des services portuaires (ASPB).

### Ministre de la Présidence
Lorsque Luis Arce devient président de l'État plurinational de Bolivie, à la suite des élections de 2020, María Nela Prada est nommée ministre de la Présidence le 9 novembre 2020, lorsque le gouvernement est annoncé.
Après avoir prêté serment, María Nela Prada prononce un discours au nom du gouvernement, dans lequel elle plaide pour une réconciliation et déclare que « les différences doivent être acceptées » entre les partisans et opposants au gouvernement du nouveau président Luis Arce.
En 2022, elle est désignée à la tête de la Commission d'examen des cas de viol et de féminicide, formée par le président Luis Arce pour enquêter sur les cas de corruption de juges en faveur de condamnés accusés de féminicide ou de viol.